# Hans Jürgen Sonnenberger
Hans Jürgen Sonnenberger (* 14. Dezember 1933 in Dessau) ist ein deutscher Rechtswissenschaftler. Von 1986 bis 2002 war er Ordinarius für bürgerliches Recht, Handelsrecht, Rechtsvergleichung und internationales Privatrecht, weiter ausländisches Recht, deutsch-französische Rechtsvergleichung an der LMU München.

## Leben
Sonnenberger wurde 1933 in Dessau geboren. Er studierte ab 1952 zunächst Theologie und Philosophie in Halle und Erfurt, seit 1955 Philosophie und Germanistik an der Universität München. Von 1956 an studierte er Rechtswissenschaften in München und schloss 1960 mit der ersten Staatsprüfung ab. Er erhielt eine Anstellung als wissenschaftlicher Assistent bei Murad Ferid in München und promovierte ein Jahr später mit der Schrift Die Bedeutung des Grundgesetzes für das deutsche internationale Privatrecht. 1964 folgte die zweite juristische Staatsprüfung. Von 1967 an unternahm er Forschungsaufenthalte in Pavia, Aix-en-Provence, Lüttich und Leiden als DFG-Stipendiat.
1969 wurde Sonnenberger mit einer Schrift über Verkehrssitten im Schuldvertrag – ein rechtsvergleichender Beitrag zur Rechtsquellenlehre bei Murad Ferid habilitiert. Sein erstes Ordinariat erhielt er an der Universität Augsburg, an der er bis 1986 lehrte. 1986 nahm er dann einen Ruf nach München als Nachfolger Murad Ferids auf den Lehrstuhl für bürgerliches Recht, Handelsrecht, Rechtsvergleichung und internationales Privatrecht, weiter ausländisches Recht, deutsch-französische Rechtsvergleichung an, wo er bis zu seiner Emeritierung zum 1. April 2002 wirkte. Sonnenberger war Gastprofessor an den Universitäten Aix-en-Provence (1984, 1988, 1999), Bordeaux (1994), Paris (1993), Ferrara und Verona.

## Veröffentlichungen
- Die Bedeutung des Grundgesetzes für das deutsche internationale Privatrecht. 1962 (Dissertation), OCLC 30149488.
- Verkehrssitten im Schuldvertrag (Habilitationsschrift; = Münchener Universitätsschriften. 12). Beck, München 1970, ISBN 3-406-02902-7.
- Einführung in das französische Recht. Zweite, völlig neu bearbeitete Auflage. WBG, Darmstadt 1986, ISBN 3-534-05503-9 (Erstauflage 1972).
- Französisches Handels- und Wirtschaftsrecht (= Schriftenreihe Recht der internationalen Wirtschaft. 12). 1975, ISBN 3-8005-6176-X.
- Das französische Zivilrecht. (begründet von Murad Ferid) Band 2: Schuldrecht. Die einzelnen Schuldverhältnisse, Sachenrecht. 2. Auflage 1986, ISBN 3-8005-6751-2, Band 1/1, 2. Auflage 1994, ISBN 3-8005-6750-4.
- mit Christian Autexier: Einführung in das französische Recht. 3. Auflage, Verlag Recht und Wirtschaft, Heidelberg 2000, ISBN 3-8005-1238-6.
- Münchener Kommentar zum Bürgerlichen Gesetzbuch 11. Beck, München 2006, ISBN 3-406-45878-5.
- Vorschläge und Berichte zur Reform des europäischen und deutschen internationalen Gesellschaftsrechts (= Materialien zum ausländischen und internationalen Privatrecht. 47). Mohr Siebeck, Tübingen 2007, ISBN 978-3-16-149307-2.

## Ehrungen und Mitgliedschaften
- 1978 Mitglied des deutschen Rates für internationales Privatrecht
- 1993 Commandeur dans l’ordre des Palmes Académiques
- 1995 Vorsitzender zweite Kommission (Schuldrecht, Sachenrecht, internationales Verfahrensrecht) des deutschen Rates für internationales Privatrecht
- 1998 Vorsitzender bayerisch-französisches Hochschulzentrum
- 2000 Mitglied Hochschulrat deutsch-französische Hochschule
- 2002 Bundesverdienstkreuz am Bande
- 2000 Dr. h. c. Universität Panthéon-Assas Paris II
- 2004 Dr. h. c. Universität Aix-Marseille III
- Mitglied Accademia dei giusprivatisti Europei Pavia
- korrespondierendes Mitglied Association Henri Capitant
- Mitglied Kuratorium Montgelas-Gesellschaft